# Camí de les Ànimes

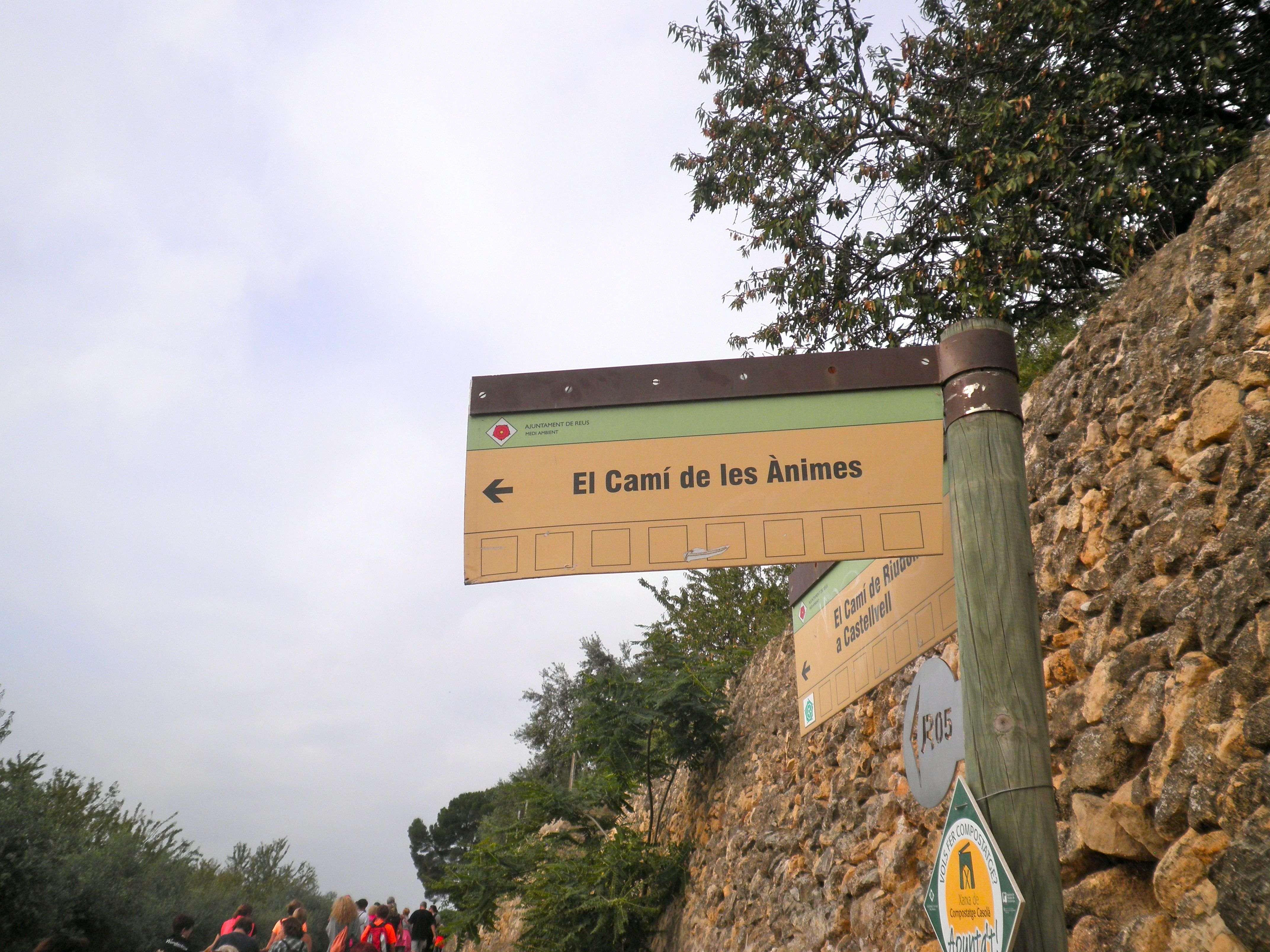
Camí de les Ànimes a tocar a Castellvell

El Camí de les Ànimes és un camí del terme de Reus que parteix del Camí de la Pedrera del Coubi, sota el forn del Gelonch, i va a trobar el camí que a Castellvell coneixen com a camí de Monterols o de la Buada, vora d'allà on antigament hi havia hagut la capella de les Ànimes, d'on li ve el nom. Té un recorregut d'aproximadament un quilòmetre i mig, i el fa, en la seva major part, apregonat entre marges d'argila, alts de més de quatre metres. És un camí carreter. Els de Castellvell prefereixen dir-li el Camí Fondo. De per allí a les Ànimes, antigament es treia terra per a fer càntirs.

## Història
El camí de les Ànimes és un camí que forma part del camí ancestral que comunicava el port de Salou amb les muntanyes de Prades, passant per Castellvell i la Mussara. Es creu que té l'origen al final del segon mil·lenni a. de C. i servia per al comerç dels productes de l'interior del territori amb la costa. Al llarg del seu traçat s'han fet troballes prehistòriques. L'erosió causada pel seu gran ús i per les aigües l'ha convertit en un dels camins amb més fondària del terme de Reus. Aquest fet va decidir que l'actual carretera de Reus a Castellvell, no passés per aquest camí, ja que el cost d'ampliar-lo era superior el de fer una carretera nova.
Les primeres referències documentals del camí són les d'un Capbreu de 1423 guardat a l'Arxiu Municipal de Reus que diu: "carario de las Animas quo itur Terragona"